# Moviemiento
Moviemiento to obwoźny festiwal filmowy prezentujący filmy krótkometrażowe. Pierwsza edycja odbyła się w 2003 roku, a druga w roku 2005. Celem festiwalu jest promocja młodych i utalentowanych twórców poprzez wyświetlanie ich filmów w wielu krajach Europy.
W 2005 roku festiwal odbywał się w następujących miejscach:
- Berlin, Niemcy
- Kraków, Polska
- Cieszyn, Polska
- Budapeszt, Węgry
- Momiano, Chorwacja
- Pietrasanta, Włochy
- Marsylia, Francja
- Barcelona, Hiszpania
- Halle-Neustadt, Niemcy